# Бирјуч
Бирјуч (рус. Бирюч) град је у Русији у Белгородској области. Према попису становништва из 2010. у граду је живело 7846 становника.

## Становништво
| 1959. | 1970. | 1979. | 1989. | 2002. | 2010. |
| ----- | ----- | ----- | ----- | ----- | ----- |
| 2.306 | 7.559 | 7.952 | 8.798 | 8.079 | 7.846 |